# Yusuke Hatanaka
Yusuke Hatanaka (Tokio, 21 de junio de 1985) es un ciclista japonés miembro del equipo Kinan Cycling Team desde 2021.

## Palmarés
2008
- 1 etapa de la Jelajah Malaysia

2011
- 1 etapa del Tour de Okinawa

2015
- 2.º en el Campeonato de Japón en Ruta

2017
- Campeonato de Japón en Ruta